# Wintrebertia tsihombeana
Wintrebertia tsihombeana är en insektsart som beskrevs av Marius Descamps 1971. Wintrebertia tsihombeana ingår i släktet Wintrebertia och familjen Euschmidtiidae. Inga underarter finns listade i Catalogue of Life.